# Nerawareta gakuen
Nerawareta gakuen (ねらわれた学園?) è un film d'animazione del 2012 diretto da Ryosuke Nakamura.
Il film è basato sull'omonimo romanzo di Taku Mayumura.

## Trama
La primavera marca l'inizio del nuovo anno scolastico in una scuola media di Kamakura, e con essa arriva un nuovo studente, Ryuichi Kyogoku, appena trasferitosi, nell'ottavo anno. Ryuichi è dotato di potenti poteri telepatici e il padre gli ha ordinato di sfruttare questa sua dote per leggere la mente delle persone e prendere il completo controllo della scuola. Il ragazzo gode ben presto di gran popolarità, grazie al suo bell'aspetto e al suo carisma, e quando è sul punto di dominare incontrastatamente sul corpo studentesco, gli si mette di traverso Seki. Il ragazzo non sembra essere affetto dal controllo mentale di Ryuichi, ma riuscirà a salvare anche i suoi compagni dalla manipolazione mentale?